# Fourmetot
Fourmetot is een plaats en voormalige gemeente in het Franse departement Eure (regio Normandië) en telt 643 inwoners (2005). De plaats maakt deel uit van het arrondissement Bernay. Fourmetot is op 1 januari 2019 gefuseerd met de gemeenten Saint-Ouen-des-Champs en Saint-Thurien tot de gemeente Le Perrey. 

## Geografie
De oppervlakte van Fourmetot bedraagt 10,0 km², de bevolkingsdichtheid is 64,3 inwoners per km².
De onderstaande kaart toont de ligging van Fourmetot met de belangrijkste infrastructuur en aangrenzende gemeenten.

## Demografie
Onderstaande figuur toont het verloop van het inwonertal (bron: INSEE-tellingen).